# Rue Nicolas-Taunay
La rue Nicolas-Taunay est une voie du 14e arrondissement de Paris, en France.

## Situation et accès
La rue Nicolas-Taunay est une voie publique située dans le 14e arrondissement de Paris. Elle débute au 5, place de la Porte-de-Châtillon et se termine au 11, avenue Ernest-Reyer. Elle longe le square Jean-Moulin.

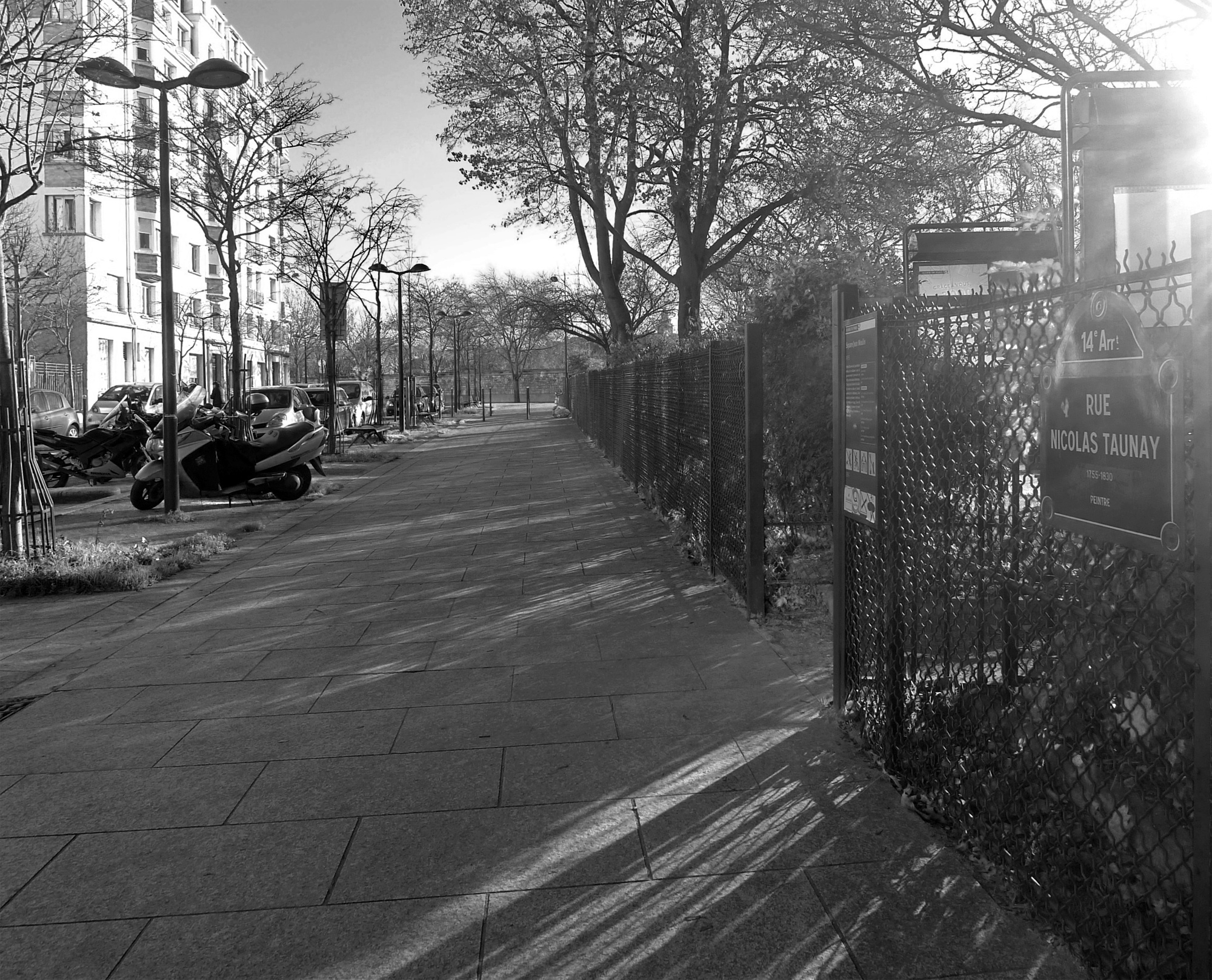
Square Jean-Moulin, à droite.

## Origine du nom
Elle porte le nom de l'artiste peintre Nicolas Antoine Taunay (1755-1830).

## Historique
La voie a été ouverte et a pris sa dénomination actuelle en 1932 sur l'emplacement du bastion no 79 de l'enceinte de Thiers.